# Radio DDR I

Logo

Radio DDR I – pierwszy program państwowego radia Niemieckiej Republiki Demokratycznej działający w latach 1953–1991.

## Historia
Powstał w roku 1953 po przejęciu przez dotychczasowe rozgłośnie Deutschlandsender i Berliner Rundfunk nazwy Radio DDR. Początkowo stacja nadawała pod nazwą Berlin 2 na falach średnich na częstotliwościach 531, 558, 576, 603, 729, 882 i 1044 kHz oraz na falach ultrakrótkich. Program zorientowany był przede wszystkim na przekazanie słuchaczowi aktualnych informacji z kraju.
Po powstaniu drugiego programu radia NRD zajmującego się kulturą wysoką, stacja skupiła się na rozrywce masowej. Po zjednoczeniu Niemiec stacja zmieniła nazwę na Radio Aktuell.